# Trận Bir Hakeim
Bir Hakeim (thỉnh thoảng cũng viết là Bir Hacheim) là một bán đảo hẻo lánh trên sa mạc Libya, ngày xưa có một đồn lũy của người Thổ Nhĩ Kỳ. Trong trận Gazala, Sư đoàn Pháp tự do số 1 dưới quyền Chuẩn tướng (Général de brigade) Marie Pierre Kœnig đã phòng vệ khu vực ngày từ ngày 26 tháng 5 cho đến ngày 11 tháng 6 năm 1942 trước cuộc tấn công của liên quân phát xít Đức - Ý do Đại tướng (Generaloberst) Erwin Rommel chỉ huy, kết thúc với thắng lợi của quân khối Trục. Chiến đấu với quân đội phát xít đông hơn hẳn trong suốt 16 ngày trời, Kœnig và các binh sĩ của ông đã lập nên một chiến tích lớn. Sau này, trận đánh được mọi phe tham chiến tích cực đưa vào những mục đích tuyên truyền, khiến cho sự thực trận này trở nên mập mờ. Cuộc chiến đấu ngoan cường của quân Pháp tự do đã khiến cho quân Anh rút lui có trật tự. 10 ngày sau khi đánh bại quân Pháp tự do ở trận Bir Hakeim, quân của Rommel đã chiếm được Tobruk - đánh dấu đại thắng đầu tiên của nền Đệ tam Đế chế Đức trong năm 1942. Rommel tiếp tục vượt qua những hoạt động cầm chân của quân Anh cho tới khi bị chặn đứng trong trận El Alamein lần thứ nhất vào tháng 7.
Trong một cuộc phỏng vấn vào tháng 10 năm 1991, Tướng Bernard Saint-Hillier cho biết: "Một hạt cát đã kìm hãm bước tiến của quân khối Trục, họ chỉ tới được Al-Alamein sau khi các Sư đoàn Anh còn lại kéo đến: hạt cát ấy là Bir Hakeim."